# Happy World!
『Happy World!』（ハッピーワールド）は、竹下堅次朗による漫画作品。『ウルトラジャンプ』2000年6月号から2006年7月号まで連載されていた。単行本全11巻。また2002年から2003年には全3巻のOVAが製作された。

## 概要
本作品の特徴は「王道的展開」である。登場するメイン、サブヒロインのほとんどが主人公に恋愛感情を持ち、最終的には争奪戦に加わる、というのがほとんど。同時に「幸せ」や「生命」と言う重いテーマや、CGを多用した激しい戦闘シーンも盛り込んでいる。9巻以降、主人公とヒロインの出生に関するエピソードから、物語の展開が大きく変わり、パレスチナ問題をモデルにしたとされる「パルメキア編」では、内乱や虐殺を通して「神は、なぜこのような世界を作ったのか?」というテーマを描く。前半（王道落ちもの）・中盤（ハーレムラブコメ）・終盤（ヒューマンドラマ）と絵柄も内容も大きく変わり、さらに各話でのテーマもバラバラである。なお、作者は途中で路線変更した理由について、連載中にアメリカ同時多発テロ事件が起こった事をきっかけに「幸せとは何か」について考えるようになったからだと述べている。
掲載時、読者に対するサービスを重視する傾向にあった。それは単行本での描き足し、カバー裏のピンナップや読者投稿コーナーなどが充実する結果になった。

## ストーリー
神様は、幸福と不幸を平等に人に与えるといわれる。だが、この世にたった一人だけ、不幸しか与えられなかった少年・大村猛がいた。生まれてすぐに母親を亡くし、父親は自分を捨て、それからと言うものはずっと叔母の家で暮らしてきたが、3年前にあることが理由で家出、再び一人暮らしとなる。
ある日のこと、数日前に家が火事となり仕方なく叔母の家に向かう大村猛。その日もいつもの様に不幸な出来事が続く。小石につまづいて転んだ拍子に犬の糞を掴んでしまい、公園で手を洗っていれば蛇口が外れびしょ濡れに。さらにその蛇口を放り投げれば犬に当たってしまい追いかけられ、憂さ晴らしに電柱を蹴れば上からトランスが落ちてきて……
重傷を負い天国に旅立ちかけた時、「自分を不幸から守るためにやってきた」と言うエルと名乗る少女に出会う。この少女との出会いが、自らを待ち受ける数奇な運命の始まりだとは知らずに、今日も不幸な少年、大村猛の超王道ラブコメな毎日は続く。

## 登場人物

### 大村家関連
大村 猛 （おおむら たけし）
主人公。中学2年生。神様からたった一人だけ不幸だけを与えられた（作中の用語では「神の落とし子（ゴッドチャイルド）」と呼ばれる）少年であり、幼い頃から何かと不幸な目にあっていた。神の落とし子の前任者（父）が辞任してからは不幸に更に拍車が掛かり、それを中和するためにすぐに天使が遣わされる筈だったが、守護を任されたエルが遅刻したため、家を焼失する程の不幸に見舞われてしまった。母親がおらず、父親も幼い頃に自分ひとりを残して行方不明な状態。叔母である早苗の元で暮らしている。父親に捨てられたと言う経験（後述）から、誰も見捨てないと言う決意を持っている。
彼の母親は天使ルエルであり、人間と天使のハーフである彼は天使の装備『天鎧』を右半身にだけまとうことができる。とは言え、その力は並みの天使を遥かに超えており、ネル曰く「むやみに飛べば大気圏を越えてしまう」とのことで、ネルの訓練を受けて使い方をマスターした猛自身も「ハンパでも（武装結身したネル・イルよりも）オレの方が強い」と自覚している。
最終決戦時にはエルと武装結身し、イスラを取り込んだ影男と死闘を繰り広げた。戦いが終わった後はプレアと暮らしていたが、五年後、エルを探すために旅立つ。雑誌掲載時はこの場面で完結しているが、単行本掲載時には真の最終話とも言うべき話が追加されている。
エルが近くにいる、或いはエルの羽を持つ事で不幸から守護されるが、そのどちらからも離れれば離れるほど不幸に見舞われる。その不幸によって何度も致命傷を負うが、その都度エルに再生させられている。そのため、痛みには慣れてしまっていると言う。また、性格からか、意外とモテる。
大村 エル （おおむら エル）
ヒロイン。大村猛の守護を任された天使。他の天使達と異なり、下界において人間の姿を取っている（天使にとって人間の姿になると言う事は精神も人間レベルになるため、通常であれば避けられる）。猛の通う学校には、腹違いの妹ということで通っている。彼女の守護範囲に居る時、或いはエルの羽を持っている時のみ猛は不幸に見舞われずに済む。
彼女の母親は天使ルエル。実質的には、猛と兄妹の関係にある（父親は違う、というより本来天使は父親を必要としないが）。しかし猛の方が地上に降りた後に産まれた子なので、姉弟の方が正しいはずであるが作中では特に触れられていない（天使は能力の応じて成長する為、外見的に猛よりも幼く見える。尚、イスラも猛の姉だと思われる）。
当初は完璧な知識（人間界の一通りの知識を与えられた為）と美貌を持っていると思われたが、意外に抜けていたりすることも。また、人間としての脳の性質上、当初与えられた莫大な知識も時と共に殆ど忘れたと言う。ちなみに最初は着ている服は光の屈折でそう見せてるだけだったが、途中から普通に服を着ている様子。
一時は「プレア」という子を産んだが、それによってエルが消滅の危機に晒されたため、ネルが介入、プレアへの光力供給を遮断して消滅させた。その所為で酷く落ち込んでしまうが、プレアの魂がエルと猛の体内に宿っている事を知ると猛との子供を作ろうとする。しかしある事件によって、一時の欲求で生んでも育てられずにまた死なせてしまうのではと考え、保留とした。
最終話にて姉イスラと和解。影男を止めるために立ち向かい、消滅してしまったかに思われたが実は記憶を失って生きており、とある国で猛・プレアと再会した事で全てを思い出した。そして獅子男とゆりあの結婚式に第一話と同じ「ごめんなさーい。遅刻しちゃいました」の台詞と共に現れ、物語は幕を閉じる。
江口 素子 （えぐち もとこ）
猛の従姉弟。通称「エロ姉」で、いつもエロい事ばかり考えている。17歳。
四コマ漫画家を目指しているが、一足先に成年コミックでデビューしており、単行本も刊行済み。身内を平気でエロ漫画に出演させるなどの問題もある。
彼女の作品は単行本のカバー裏に掲載されている。
江口 早苗 （えぐち さなえ）
猛の叔母。昔は「熊殺しの早苗」の異名を持つ格闘家だった。29歳。
「おばさん」と呼ばれると（静かに）怒るなど、年齢を気にしている。
戸籍上は素子の母だが、後妻のため血の繋がりはない。しかも、素子によると処女。
ルエル
第壱位階第一級の熾天使。猛、エル、イスラの母だが10年前に既に亡くなっている。「神の落とし子（ゴッドチャイルド）」に大村隆が選ばれた際、守護者に就くはずのミラエルが前任者を看取る為に遅れた為、連絡役として隆の前に現れる。その後、半ば強姦に近い性行為をされたりはしたものの、彼と触れ合ううちに互いの心情に変化が生じ、ミラエルに代わって彼の守護を担当する事になる。しかし後に猛を妊娠した事で、その光力の大半を失ってしまった。パルメキア内戦をニュースで知り、神の実在に疑問を抱いた為、隆の思い付きのような提案で戦火のパルメキアに向かう事になる。現地で凄惨な現実を次々と見せ付けられ、更には自身も人を殺めてしまった事で世界に絶望してしまうが、その時、天に昇って行く魂を見、輪廻転生と言う事実と神の意図を悟った。しかしその直後に凶弾に倒れる。
控えめで礼儀正しく、流されやすい一方で、譲れない部分は絶対に譲らない、気丈な一面も持つ。
大村 隆（おおむら たかし）
猛の父親。猛の前の「神の落とし子」。猛が幼い頃に家を出て、以後行方知れずだったが、パルメキア独立運動を支援していたとしてノーブル平和賞を受賞し、帰国。その後、猛の学校の校長に赴任した。大人として子供にルールは守らせつつも「ルールが気に入らなきゃ変える方法はあるんだから、自分たちで変えて見せろ」と言うスタンス。左手が義手である。
嘗ては有名なマジシャンだったが、事故（事件の可能性もある）によって左手を負傷し、スリで生計を立てていた時にルエルと出会う。ルエルの死後、猛を連れて帰国するが、パルメキア内戦の激化を知り、ルエルの墓を守る為に再びパルメキアに向かう。この時、猛を巻き込まない為に一人で旅立ったが、猛は父親に捨てられたと思い込んで育つことになる。
パルメキアに戻った後は解放軍と合流し、ルエルの羽で無敵となった事を利用して内戦を終わらせるべく戦う。しかし、羽は自分しか守れない事と、その力も無限ではない事を知り、また、ルエルを撃った敵兵を殺さずに生かした事で考えを変え、銃ではなくカメラで真実を伝える事を決意。それが功を成して内戦が終結するまで10年が経過し、多くの血が流れ、隆自身も左手を失った。また、劣化ウラン弾の浴び過ぎで帰国した時には既に身体はボロボロとなっていた。イスラにルエルの羽を奪われた後、猛にイスラを救う事を託し、猛の産まれた時の事を思い出しながら他界した。
プレア
子供が欲しくなったエルが生み出した赤子の天使。しかし未熟なエルが子供を生んだ結果、光力を奪われる形になり、エルを生かす為にネルによって消滅させられてしまう。その後、魂が猛とエルの体内に分割して宿り、最終回に武装結身した猛とエルの体から復活する。この際一時的にルエルの意志を見せたが、厳密な意味で彼女の生まれ変わりなのかは不明。
戦いが終わった後は、猛の娘として暮らしている。天使の力を顕現させることができるのかは不明だが、猛の知らない外国語を話していた事から頭脳などは天使のそれを受け継いでいる事がうかがえる。

### 星野家
星野 ひかる （ほしの ひかる）
猛を「お兄ちゃん」と呼び慕う13歳の少女。この歳にして既にアイドル歌手（劇中で引退）であり、絶大な人気を誇っている。幼い頃猛たちに遊んでもらい、それ以来慕うようになった（その時は少年のような容姿だったので猛達には男と思われていた）。人間離れした身体能力の持ち主で、子供の頃の猛がハッタリで見せた剣技をマスターしている。
悪魔と人間のハーフであり、左半身にその力を顕現させることができる。その人間離れした身体能力は母親から悪魔としての戦闘能力を継いでいる為。最終話では家族で影男退治に勤しんでおり、みちる制作の義翼で飛べるようになった（それ以前の試作品は爆発したらしいが…）。
星野 みちる （ほしの みちる）
猛を「オニイチャン」と呼び慕う、ひかるの妹。その頭脳は天才的だが、それは主に拷問などの方向で使われる。何の変哲もない玩具から拷問道具を作り出したり、一歩間違えば死ぬような遊びを好むといった、典型的なサディスト。
姉と同じく悪魔の力を継いでいるが、その力を直接的に顕現させることはできない。代わりに、悪魔としての嗜虐性と頭脳を継いでいる。母が悪魔である事が判明した後は絵を実体化させる能力に目覚めた。最終話では家族で影男退治に勤しんでいる。
星野 理子 / リズエル（ほしの さとこ / リズエル）
ひかるとみちるの母。かつては天使であり、様々な研究をしていたがサリエルと共に脱天した。ネル等に倒されて地上に落ち、星野大吾郎と出会う。大吾郎の精気を吸って回復を図るが反撃され、全ての記憶を失ってしまった。その後は大吾郎と暮らし、やがて二人の子供を産む。しかし、自分の記憶を求めて研究に没頭し、人道を外れた手段も厭わなくなってしまう。
ひかるが悪魔の力を発現させた事で記憶を取り戻し、ネル達に命を狙われる。しかし、それでも尚自分を慕う家族達の為に投降しようとするが、突如天使に戻り、処罰は保留とされた。天使に戻った理由はネルによると娘達に悪魔としての力を吸い取られたためだそうだが、エル曰く「愛の力」と。自身の経験を基に悪魔となった天使を元に戻す術式を開発した。
ちなみに「理子」という名前となったのは大吾郎と出会った時言おうとした「サリエル、どこ?」という言葉が意識を失いかけているため「さ…ど…こ」としか言えず、それ以来大吾郎からそう呼ばれるようになったため。
星野 大吾郎（ほしの だいごろう）
ひかるとみちるの父で格闘家。早苗の師でもある。山に篭って修行中にリズエル（理子）と出会った。性交によって精気を吸われそうになるが、当時は初心な格闘バカだったため、反撃して記憶を失う原因となってしまった。
かつて「イリーガル・ファイト・トーナメント」と言う何でもアリの無差別格闘大会を武道館で行った為に逮捕され、多額の借金を背負った。ひかるがアイドル稼業をやっていたのはその借金返済のため。しかしそれでもギャンブルに明け暮れるダメな父親。
後にリズエルの使い魔を身体に組み込み、腹巻を付けた熊のぬいぐるみ（現役時のリングスタイルをひかるが描いた絵がモデル）のような姿となって強力な力を得る。事件後はリズエルは天使に戻ってしまったために元の姿に戻れなくなってしまう。しかし然程不自由はしていないようだ（一応、熊の口の部分から元の顔を覗かせる）。

### 2年1組
丸山 獅子男 （まるやま ししお）
猛の親友。アメリカ人とのハーフで、小学校時代は衝突することも多かったが、殴り合いによって友情が芽生え、そのまま親友になった。ローラースケートやスキーでアクロバットな技を披露する運動神経を持つ。
かなりの女好きでスケベ。エル、素子、果ては英語教師のマリリン先生にも惚れた。下ネタも平気で使う。しかし、手術に向かうゆりあの為に一人で千羽鶴を折るなどの優しさも持ち合わせている。生身の人間にも関わらず自動車をひっくり返す、雪山で遭難した際に体を温める為と発見してもらうために巨大な（しかも精巧な「自分とゆりあのキスシーン（寸止め）」）雪像を作る、等々ある種多才な人物でもある。最終的にはゆりあと恋人同士となり、最終話で結婚した。
日下部 ゆりあ （くさかべ ゆりあ）/丸山 ゆりあ （まるやま ゆりあ）
猛のクラスメート。生まれつき身体が弱く、「長くは生きられない」と言われていた。しかし、自身はそれを弱みとはせず、自分なりの誇りを持って生きている。獅子男とは当初はお世辞にも良い関係とは言えなかったが、イスラの事件をきっかけに恋人同士になる。
物語後半でアメリカで手術を受ける。一度は先の見えない将来に怯えて死に近付いてしまうが、獅子男等の呼び掛けで生きる事を決意し、完治する。最終話では獅子男との結婚が決まり、単行本掲載時の真の最終話では遂に結婚した。
作中で両親が離婚。それに伴い母親の旧姓「丸山」を名乗ることに。当然クラスは大騒ぎである。
井ノ頭 薫（いのかしら かおる）
猛たちのクラスである2-1の担任で担当教科は数学。趣味は昆虫採集。バカキャラの印象が強いが、教師としては真面目で生徒思いな面もある（獅子男・ゆりあの結婚式では大泣きしていた）。過去に自分の所為で大怪我を負わせてしまった従姉妹のみどりの為に新種の蝶「ゲッコウアゲハ（井ノ頭が命名）」を探していた。しかし、肝心のみどりはガングロ系のギャルと化しており、折角見つけたゲッコウアゲハにも然程興味を示さなかった。
その後、一度結婚詐欺に引っ掛かりそうになるが、みどりへの想いは断ち切れず、事なきを得る（しかもそれによって詐欺師は改心）。その後、みどりと結婚し、最終話では3人の子供を儲けていた。
秋葉 伸二（あきば しんじ）
猛のクラスメイト。悪知恵が働き、猛や獅子男とつるむことが多い。胸囲測定を女子だけが密室でやる事に不平等を感じ、盗撮を目論んでしまう（未遂に終わった）。
鬼塚 優（おにづか まさる）
猛のクラスメイト。クールな性格。腕っぷしが非常に強く、ヤクザと喧嘩していたと言う噂が広まる程。しかし2-1最強を決めるファイトクラブの際は氏神に不意を突かれて（しかも浣腸で）倒されてしまう。形見のライターを持っているが詳細は不明。
宮本 英治（みやもと えいじ）
猛のクラスメイト。空手をやっていて、やはり強い。しかし敵に背を向けられないと言う点は鬼塚からは「道場屋」と称された。父親は警察官らしい。
氏神 勉（うじがみ つとむ）
猛のクラスメイト。典型的優等生で小学校から7期連続委員長を務めた実績を持つ。ショベルカーを愛している。
当初は自分を差し置いて注目されるエルを目の仇にしていたが、ひょんな事からエルが自分に好意を抱いていると勘違いする。その後、下着泥棒に手を染めてしまい（しかも盗んだのはエルのものと間違えた素子の下着）、それを猛等に知られた事でヤケになり、ショベルカーで暴走してしまう。猛に鎮圧されるが、同時に発生したマンション火災で取り残された子供をショベルカーで助け、見直された（暴走した事に変わりは無いのですぐに逃げたが）。
田宮 絵里（たみや えり）
猛のクラスメイト。連載開始当初は当然のようにゆりあをリレーから外そうとするなど、嫌な奴と言う印象が強かったが、すぐに友達思いの性格へと変わっていった。猛とエルが子供を作ると言った時に焦りを感じていた（挙句、子作りは保留と知らされると安堵の涙を流していた）。
尚、2-1のメンバーと井ノ頭は最終話で獅子男とゆりあの結婚式に招待されている。

### 天使
ネル
エルよりも上位の第弐位階第六級天使。普段はオッドアイの白猫の姿をしている。たまに人間の姿で登場することもあるが、驚くと猫耳と尻尾が出てしまう。更に猫舌。熾天使シャエルの実子で、ネルの右目は、イスラとの戦闘で死亡したシャエル（母親）から移植されたもの。
生真面目な性格だが、真面目すぎて行動パターンが少々ずれている。プレアが消滅しておらず、猛とエルの子として生まれる可能性があると伝えた際にも（本人は善意のつもりだろうが）「練習相手」をかって出たりした。
イル
第弐位階第五級の天使。普段は白いイルカの姿をしている。おっとりしたキャラ。
ミラエル
天界における最高責任者で、第壱階位第一級熾天使。下界では普段は鳥の姿を取る。隆の前の「神の落とし子」であるアーナンダと言う僧を守護していた。当初は輪廻転生を知らず、鳥葬を望むアーナンダにも「死ねばそれで終わり。生まれ変わることない」と言い放っていた。しかし前世の記憶を持つと言うアーナンダの言葉やルエルが輪廻転生に気付いた事で、まだまだ判らない事が多いと気付く。
イスラが暴走した際は理子（リズエル）に天界を託し、イスラによって地球に激突する月を身を呈して止めるも、影男に身体を貫通されて死亡する。しかし死の間際に神の記憶に触れ、その真意を知る事になる。

### 悪魔
天使が堕落した存在。天界から脱走した「逃魔（トーマ）」、完全に悪魔化した「堕魔（ダーマ）」に区分けされ、悪魔化した際の葛藤や憎しみから「影男（シャッテン）」という怪物を生み出してしまう。
イスラ
猛を執拗に付け狙う悪魔。『影男（シャッテン）』という使い魔を連れている。やる事はえげつないが何かと可哀想な目に遭う事が多い。
正体はエルと同じくルエルの娘であり、エルとは双子の姉に当たる存在（同時に猛の姉でもある）。母親が死んだのは猛のせいだと思い込み、生まれつきの強力な力を持って猛を殺そうとする。かつてはその強大な力で多くの天使を虐殺した。記憶と力を封印され、自身も海中に封印されていたが、臨海学校から帰る途中の猛達の乗った船が丁度その場所を通った際に復活した。
母に関する記憶を取り戻すと、隆を殺してルエルの羽を奪い取り、更に墓から掘り出した遺骨を使ってルエルを甦らせようとする。しかし、負の意識が増幅し、完全に悪魔化して暴走。憎悪によって巨大な怪物と化した影男と融合し、月を破壊して地球に迫る。最後はプレアの中に宿っていたルエルの意識（或いはプレアとして転生したルエル）によって正気を取り戻し、天使に戻る事が出来た。エルや猛と和解するが、制御を失って暴走する影男を止めるためにエルと共に立ち向かっていった。その後の生死は不明。
サリエル
悪魔。かつては天使であり、リズエル（理子）と共に様々な研究をしていたが、神が天界から姿を消したことを「神に捨てられた」と解釈し、脱天。悪魔となった。ネル、イルと戦い、彼女達を追い詰めるものの、突如天使の力に目覚めた猛に倒される。
ラグドエル
既に堕魔と化している悪魔で、元第壱階位第三級座天使（トロネス）。パルメキアと対立する宗教からの暗殺者に憑依し、ラサラに襲い掛かった。その驚異的な力で猛達を苦しめるも、理子が開発した対魔捕縛結界の改良版で引き剥がされた悪魔の性質を猛の光力で破壊され、天使に戻った。天使に戻ったからと言って罪（悪魔としての記憶）が消える訳ではなく、いずれは裁きを受けると言う。どのような裁きが下ったかは不明だが、最終話のエピローグではネル達と共に影男と戦っていた。

### パルメキア関係
ラサラ＝ハマド＝アル＝ハザード
パルメキアからの留学生。隆の手引きで猛達の学校に短期間通う事になる。隆の事は「パーパ」と呼ぶ為、猛には隆が現地妻との間に作った子供ではないかと睨まれて辛く当たられた。しかし「パーパ」とは父親ではなく、パルメキアの言葉で「師・先生」を意味する言葉であり、隆の娘という訳ではない。実際の父は、今は亡きパルメキア指導者であり、彼女は初代首長に就任する立場である。日本への留学も国造りの参考にする為であった。悲惨な内戦を経験した事と立場上、高圧的な言動が多く、猛に「下（自分の不幸な立場）から見下ろすような態度」が気に入らないと言われたが、ラグドエル戦で猛に救われたことでわだかまりも無くなり、一時は猛にプロポーズするもエルがいるからと断られた。
ライラ＝ハマド＝アル＝サバード
ラサラの双子の妹で、姉の秘書を務める。ラサラとは全く異なり、性格も口調も穏やか。顔にひどい火傷の痕があるが、これは幼少期に敵兵に火に投げ込まれた際のものである。その時、ライラを助けようとした彼女の母も射殺された。敵兵はルエルの手で殺害されている。顔の火傷は現在なら手術で完治する事も可能だが、母が命を懸けて自分を助けてくれた証として未だ残している。

### その他
久保園 繭（くぼぞの まゆ）
高校生アイドル。自分よりも遥かに人気の高いひかるを妬んでおり、事ある毎に嫌がらせをしていた（しかし全て空回り）。ひかる引退後も人気は伸び悩み、その嫉妬心からイスラと契約してしまい、猛を人質に取ってイリーガル・ファイト・トーナメントを開催する。最後は自分を好きだと言ってくれるファン達の存在を知り、改心。最終話（五年後）ではTVレポーターとして登場した。
ミラエル・クラート
エピローグに登場する四歳の子供。名前が同じである以上に外見もミラエルによく似ており、また、天使も人間と同じように転生すると言う事実や後述の特徴から、明言はされていないがミラエルが転生したものと思われる。生まれつき脳に障害を持ちながら驚くべき速さで言語を修得し、『神さまの贈り物』という絵本を書き上げた。これは輪廻転生に込められた神の意思を伝える内容であり、42ヶ国語に翻訳されて世界中で出版された。
神
この世界の創造主。しかし2000年前に突如として天界から姿を消し、以来行方知れずとなっている。同時に最初の神の落とし子であるイエス・キリストが誕生したため、天使たちは神の意思を図りかねないまま守護をする事になった。天使の昇級試験とは「神の不在」という事実を受け入れることであり、一人前になるどころか堕天して悪魔に身を落とす者もいる。
「神さまの贈り物」によると、神は元々は自ら命を生み出していたが、生み出した人間達は争いをやめず、何度となく互いに殺しあって滅びてしまっていた。その事実に落胆した神は命を生み出す事をやめ、代わりに輪廻転生というシステムを作り、殺した者も殺された者もどこかで生まれ変わっていて、自らの命をもその中へ取り込ませたと言う。

## 単行本
巻末には読者による投稿コーナーがあり、イラストはともかく「作中ページのセリフ差し替え作品」は毎回下ネタ祭りであった。
1. 2001年2月24日初版発行 ISBN 4-08-876128-6
2. 2001年10月24日初版発行 ISBN 4-08-876222-3
3. 2002年5月22日初版発行 ISBN 4-08-876305-X
4. 2002年11月24日初版発行 ISBN 4-08-876373-4
5. 2003年8月24日初版発行 ISBN 4-08-876482-X
6. 2004年2月24日初版発行 ISBN 4-08-876575-3
7. 2004年6月23日初版発行 ISBN 4-08-876632-6
8. 2005年2月23日初版発行 ISBN 4-08-876733-0
9. 2005年10月24日初版発行 ISBN 4-08-876845-0
10. 2006年3月22日初版発行 ISBN 4-08-877060-9
11. 2006年7月24日初版発行 ISBN 4-08-877121-4

## OVA
全て単行本一巻の内容である。
1. どうしようもない僕に天使が降りてきた（2002年12月13日）
2. Chase the Chance（2003年3月28日）
3. Over the Rainbow（2003年6月27日）

### キャスト
- エル - 花村怜美
- 大村猛 - 矢部雅史
- 江口素子 - 笹島かほる
- 大村早苗 - 内川藍維
- 丸山獅子男 - 中國卓郎
- 日下部ゆりあ - こおろぎさとみ

### スタッフ
- 原作 - 竹下堅次朗
- 監督 - 池端隆史
- 脚本 - 野辺朋史
- キャラクターデザイン - 木下裕孝
- 作画監督 - 木下裕孝（第1巻・第3巻）、石丸賢一（第2巻）
- 美術監督 - 脇威志
- 色彩設定 - 大武恭子
- 撮影監督 - 大平幸輝
- 編集 - 田熊純
- 音楽 - 五十嵐洋
- 音響監督 - 飯塚康一
- プロデューサー - 大宮三郎、川崎とも子
- アニメーション制作 - ゼクシズ
- 製作 - ソフトガレージ

### 主題歌
オープニングテーマ「神様の贈り物〜Naked Angel〜」
作詞 - 山崎明子 / 作曲・編曲 - 五十嵐洋 / 歌 - Millio
エンディングテーマ「幸せ日和」
作詞 - 山崎明子 / 作曲・編曲 - 五十嵐洋 / 歌 - 花村怜美